# فریتس فیشر
فریتس فیشر (انگلیسی: Fritz Fischer؛ زادهٔ ۲۲ سپتامبر ۱۹۵۶) ورزشکار دوگانه اهل آلمان بوذ. او در المپیک زمستانی ۱۹۹۲ به مدال طلا دست یافت.